# Robbie Neilson
Robbie Neilson (Paisley, 16 giugno 1980) è un allenatore di calcio ed ex calciatore scozzese, di ruolo difensore.

## Statistiche

### Allenatore
Statistiche aggiornate al 9 giugno 2021.
| Stagione          | Squadra           | Campionato        | Campionato | Campionato | Campionato | Campionato | Coppe nazionali | Coppe nazionali | Coppe nazionali | Coppe nazionali | Coppe nazionali | Coppe continentali | Coppe continentali | Coppe continentali | Coppe continentali | Coppe continentali | Altre coppe | Altre coppe | Altre coppe | Altre coppe | Altre coppe | Totale | Totale | Totale | Totale | % Vittorie | Piazzamento |
| Stagione          | Squadra           | Comp              | G          | V          | N          | P          | Comp            | G               | V               | N               | P               | Comp               | G                  | V                  | N                  | P                  | Comp        | G           | V           | N           | P           | G      | V      | N      | P      | %          | Piazzamento |
| ----------------- | ----------------- | ----------------- | ---------- | ---------- | ---------- | ---------- | --------------- | --------------- | --------------- | --------------- | --------------- | ------------------ | ------------------ | ------------------ | ------------------ | ------------------ | ----------- | ----------- | ----------- | ----------- | ----------- | ------ | ------ | ------ | ------ | ---------- | ----------- |
| 2014-2015         | Hearts            | SC                | 36         | 29         | 4          | 3          | SC+CdL          | 1+2             | 0+1             | 0+0             | 1+1             | -                  | -                  | -                  | -                  | -                  | SCC         | 2           | 1           | 0           | 1           | 41     | 31     | 4      | 6      | 75,61      | 1º (prom.)  |
| 2015-2016         | Hearts            | SP                | 38         | 18         | 11         | 9          | SC+CdL          | 3+4             | 1+2             | 1+1             | 1+1             | -                  | -                  | -                  | -                  | -                  | -           | -           | -           | -           | -           | 45     | 21     | 13     | 11     | 46,67      | 3º          |
| ago.-dic. 2016    | Hearts            | SP                | 16         | 7          | 6          | 3          | SC+CdL          | 0+1             | 0               | 0               | 1               | UEL                | 4                  | 2                  | 1                  | 1                  | -           | -           | -           | -           | -           | 21     | 9      | 7      | 5      | 42,86      | Dimis.      |
| dic. 2016-2017    | MK Dons           | FL1               | 26         | 11         | 7          | 8          | FACup+CdL       | 3+0             | 0               | 2               | 1               | -                  | -                  | -                  | -                  | -                  | FLT         | 1           | 0           | 0           | 1           | 30     | 11     | 9      | 10     | 36,67      | Sub. 12º    |
| 2017-gen. 2018    | MK Dons           | FL1               | 28         | 7          | 9          | 12         | FACup+CdL       | 3+2             | 3+0             | 0+1             | 0+1             | -                  | -                  | -                  | -                  | -                  | FLT         | 4           | 2           | 1           | 1           | 37     | 12     | 11     | 14     | 32,43      | Eson.       |
| Totale MK Dons    | Totale MK Dons    | Totale MK Dons    | 54         | 18         | 16         | 20         |                 | 8               | 3               | 3               | 2               |                    | -                  | -                  | -                  | -                  |             | 5           | 2           | 1           | 2           | 67     | 23     | 20     | 24     | 34,33      |             |
| ott. 2018-2019    | Dundee Utd        | SC                | 28+4       | 16+2       | 6+2        | 6+0        | SC+CdL          | 3+0             | 2               | 0               | 1               | -                  | -                  | -                  | -                  | -                  | SCC         | -           | -           | -           | -           | 35     | 20     | 8      | 7      | 57,14      | Sub. 2º     |
| 2019-2020         | Dundee Utd        | SC                | 28         | 18         | 5          | 5          | SC+CdL          | 2+4             | 0+2             | 1+1             | 1+1             | -                  | -                  | -                  | -                  | -                  | SCC         | 1           | 0           | 1           | 0           | 35     | 20     | 8      | 7      | 57,14      | 1º (prom.)  |
| Totale Dundee Utd | Totale Dundee Utd | Totale Dundee Utd | 56+4       | 34+2       | 11+2       | 11+0       |                 | 9               | 4               | 2               | 3               |                    | -                  | -                  | -                  | -                  |             | 1           | 0           | 1           | 0           | 70     | 40     | 16     | 14     | 57,14      |             |
| 2020-2021         | Hearts            | SC                | 27         | 17         | 6          | 4          | SC+CdL          | 1+5             | 0+4             | 0+1             | 1+0             | -                  | -                  | -                  | -                  | -                  | -           | -           | -           | -           | -           | 33     | 21     | 7      | 5      | 63,64      | 1º (prom.)  |
| Totale Hearts     | Totale Hearts     | Totale Hearts     | 117        | 71         | 27         | 19         |                 | 17              | 8               | 3               | 6               |                    | 4                  | 2                  | 1                  | 1                  |             | 2           | 1           | 0           | 1           | 140    | 82     | 31     | 27     | 58,57      |             |
| Totale carriera   | Totale carriera   | Totale carriera   | 231        | 125        | 56         | 50         |                 | 34              | 15              | 8               | 11              |                    | 4                  | 2                  | 1                  | 1                  |             | 8           | 3           | 2           | 3           | 277    | 145    | 67     | 65     | 52,35      |             |

## Palmarès

### Giocatore
- Coppa di Scozia: 2

Hearts: 1997-1998, 2005-2006

### Allenatore
- Scottish Championship: 3

Hearts: 2014-2015, 2020-2021
Dundee United: 2019-2020